# 尤利安·博伊科
尤利安·博伊科（烏克蘭語：Юліан Бойко；2005年9月22日—），乌克兰职业斯诺克选手。

## 职业
2019年5月，博伊科在2019年Q School-赛事2中以4-3击败比利·乔·卡塞勒，这是他第一個世紀突破。
2020年1月，博伊科在WSF公开赛上获得亚军，因此他获得了2020-21和2021-22世界斯诺克巡回赛的两年卡。14岁那年，他成为有史以来最年轻的斯諾克职业球员。2020年3月，博伊科在决赛中以5-3击败前职业选手达伦·摩根，首次成为歐洲六人制紅人錦標賽冠军。2020年晚些时候，他参加了世锦赛的资格赛阶段，是最年轻的选手，但在资格赛第一轮被涂振龙以6-3淘汰。
2021年3月4日，博伊科在直布罗陀公开赛上赢得了他的第一场职业比赛，以4-3擊敗菲尔加·欧布连。

## 決賽
| 排名 | 年   | 錦標賽               | 對手          | 比分 |
| 亞軍 | 2020 | WSF公開賽            | 阿什莉·休吉爾 | 3–5  |
| 冠軍 | 2020 | 歐洲六人制紅人錦標賽 | 達倫·摩根     | 5–3  |

## 家庭
尤利安·博伊科的父親塞爾希·博伊科是烏克蘭斯諾克聯合會的創始人。